# Reggie Smith (giocatore di football americano)
Reginald Smith, detto Reggie (Edmond, 3 settembre 1986), è un giocatore di football americano statunitense che gioca nel ruolo di strong safety nella National Football League e attualmente è free agent. Fu scelto nel corso del terzo giro (75º assoluto) del draft NFL 2008 dai 49ers. Al college giocò a football alla Oklahoma University, finendo due volte nella First-Team All-Big 12.

## Carriera professionistica

### San Francisco 49ers
Smith fu scelto nel corso del terzo giro del draft 2008 dai San Francisco 49ers. Il 22 luglio firmò un contratto quadriennale per un valore di 2,489 milioni di dollari di cui 784.000 di bonus alla firma. Debuttò nella NFL il 21 settembre 2008 contro i Detroit Lions, chiuse la sua stagione da rookie giocando solamente in tre partite. Nel 2009 gli venne cambiato il ruolo passando da cornerback a safety. Nelle 3 stagioni successive totalizzò 42 partite di cui 7 da titolare e 39 tackle.

### Carolina Panthers
Il 4 aprile 2012 firmò un contratto annuale del valore di 765.000 di cui 40.000 di bonus alla firma con i Carolina Panthers. Il 31 agosto venne svincolato prima dell'inizio della stagione regolare.

### Oakland Raiders
Il 10 aprile 2013 firmò un contratto annuale del valore di 715.000 dollari con gli Oakland Raiders, il 1º settembre venne svincolato dopo la pre-stagione.

## Vittorie e premi
- Nessuno

## Statistiche
| Partite totali      | 45 |
| Partite da titolare | 7  |
| Tackle totali       | 40 |
| Sack                | 0  |
| Intercetti          | 2  |
| Fumble forzati      | 0  |
| Fumble recuperati   | 2  |
| Passaggi deviati    | 6  |

Statistiche aggiornate alla stagione 2012